# Feel (альбом Джорджа Дюка)
| Оценки критиков | Оценки критиков |
| Источник        | Оценка          |
| --------------- | --------------- |
| Allmusic        | [ 1 ]           |

Feel — седьмой студийный альбом Джорджа Дюка, выпущенный 28 октября 1974 года. Считается, что работа над этим альбомом и эксперименты с синтезаторной оркестровкой положили начало узнаваемому стилю Джорджа Дюка. В качестве приглашённых музыкантов на этой записи отметились Флора Пурим и Фрэнк Заппа. Звукорежиссёром выступил Керри Макнабб.

## Список композиций
Сторона A:
1. «Funny Funk» — 5:18
2. «Love» — 6:06
3. «The Once Over» — 4:39
4. «Feel» — 5:40

Сторона Б:
1. «Cora Jobege» — 3:50
2. «Old Slippers» — 5:41
3. «Theme from the Opera» — 2:01
4. «Yana Aminah» — 4:33
5. «Rashid» — 3:36
6. «Statement» — 1:15

## Участники записи
Музыканты
- Джордж Дюк: клавишные, вокал, бас-синтезатор
- Джон Хирд: акустическая и электрическая гитары (треки от A2 до A4 и от Б2 до Б4)
- Аирто Морейра: перкуссия (треки от A2 до A4 и от Б4 до Б6)
- Леон «Нджугу» Чанклер[англ.]: ударные, перкуссия
- Флора Пурим: вокал (трек Б4)
- Obdewl’l X (Фрэнк Заппа): гитара (треки A2 и Б2)

Технический персонал
- Балдхарт Фалк: музыкальный продюсер
- Керри Макнабб: звукоинженер

## Позиция в чартах
| Год  | Чарт                        | Позиция |
| ---- | --------------------------- | ------- |
| 1975 | Billboard Jazz Albums       | 17      |
| 1975 | Billboard The Billboard 200 | 141     |